# Tag Library Descriptor
Ein Tag Library Descriptor, auch TLD genannt, wird in der Programmiersprache Java als Meta-Beschreibungsdatei zur Definition eigener Markup-Elemente (Tags) bei der Entwicklung von Webapplikationen mittels JavaServer Pages (JSP) verwendet.
Hierzu werden über die TLD-Datei eigene Elemente, samt fakultativer Attribute, XML-konform definiert und mit entsprechenden serverseitig ausgeführten Klassenbibliotheken assoziiert. Diese Klassenbibliotheken werden auch als Taglibs bezeichnet und werden zur konsequenten Trennung von Code und Darstellungslogik (gekapselt durch die Taglibs) benutzt (Model-View-Controller-Prinzip).
Im Vergleich hierzu sind bei Skriptsprachen wie Perl, PHP oder bei ASP Code und darstellende Markup-Elemente gemischt, was die Wartung des Programms erschweren kann oder den Einsatz einer Template Engine notwendig macht.
TLDs werden über eine Dokumenttypdefinition (DTD) spezifiziert, gegen die eine Validierung seitens des XML-Parsers erfolgt.